# Karmaly
Karmaly (en russe : Кармалы ; en tchouvache : Кармал, Karmàl) est un village de Tchouvachie, qui, jusqu'en 1927, faisait partie du territoire d'Alikovo, et qui est situé à environ cinq kilomètres de cette ville.

## Personnalités
- Nikita Larionov (1932-2014), écrivain et poète